# Station Newington
Newington is een spoorwegstation van National Rail in Newington, Swale in Engeland. Het station is eigendom van Network Rail en wordt beheerd door Southeastern. 